# گندم لهستانی
گندم لهستانی (نام علمی: Triticum polonicum) نام یک گونه از تیره گندمیان است.